# Antônio Carlos Altieri
Dom Antônio Carlos Altieri, S.D.B. (São Paulo, 18 de outubro de 1951), é um padre salesiano e arcebispo emérito da Arquidiocese de Passo Fundo.

## Biografia
Foi ordenado sacerdote em 17 de dezembro de 1978, por Dom Luciano Pedro Mendes de Almeida.
No dia 26 de julho de 2006 foi nomeado bispo da Diocese de Caraguatatuba, pelo Papa Bento XVI, sendo ordenado bispo pelo Cardeal Dom Geraldo Majella Agnelo, na Igreja Nossa Senhora Auxiliadora em São Paulo, no dia 28 de outubro de 2006 e tomou posse na Catedral Divino Espírito Santo, em Caraguatatuba no dia 5 de novembro do mesmo ano.
Em outubro de 2007 foi confirmado como bispo referencial do Setor Juventude do regional Sul-1 da CNBB.
Aos 11 de julho de 2012 o Papa Bento XVI o elevou à dignidade de arcebispo, como metropolita da Arquidiocese de Passo Fundo.
Em 15 de julho de 2015, 3 anos e 4 dias após ser nomeado para a Arquidiocese de Passo Fundo, tem o seu pedido de  renúncia aceito pelo Papa Francisco. 